# نخوما
نخوما (به لاتین: Nkhoma) یک منطقهٔ مسکونی در مالاوی است که در بخش لیلونگوه واقع شده‌است. نخوما ۱٬۱۹۳ متر بالاتر از سطح دریا واقع شده‌است.